# Angel Beats!
Angel Beats! (Japans: エンジェルビーツ!; Enjeru Bītsu!) is een Japanse animeserie geproduceerd door Progressive Animation Works en Aniplex. De serie bestaat uit 13 afleveringen en werd voor het eerst in Japan uitgezonden in 2009. De serie is in het Engels nagesynchroniseerd en op dvd en blu-ray uitgebracht in niet-Aziatische landen. Er is tevens een Duitse nasynchronisatie uitgebracht.

## Plot
Het verhaal speelt zich af in het hiernamaals en gaat over Otonashi, een jongen die alle herinneringen van zijn leven is kwijtgeraakt nadat hij is gestorven. Hij is ingeschreven voor de afterlifeschool en hij ontmoet een meisje genaamd Yuri. Zij nodigt hem uit om lid te worden van the Afterlife Battlefront, een organisatie waarvan zij de leider is. The Afterlife Battlefront vecht tegen Angel, de president van de studentenraad met bovennatuurlijke krachten. Otanashi merkt dat de organisatie nauwelijks iets weet over Angel en hij begint zich steeds meer af te vragen of hun strijd wel zin heeft.

## Ontvangst
Ondanks dat de serie regelmatig de kritiek kreeg dat het verhaal te gehaast was en dat de serie wellicht 26 afleveringen had moeten beslaan was Angel Beats! een commercieel succes in binnen- en buitenland.
In de serie komt een meidenband voor genaamd "Girls Dead Monster". De fictieve band bracht een album uit genaamd "Keep the Beats!" en de originele stemacteurs hebben meerdere concerten gegeven in Japan.

## Visuele roman
In 2013 kondigde Key aan dat een visuele roman gebaseerd op Angel Beats! in productie was. Op 26 juni 2015 verscheen Angel Beats! 1st Beat op Microsoft Windows, de eerste in een zesdelige reeks. De volgende vijf delen zijn uiteindelijk geannuleerd, maar concepten en ideeën van de geannuleerde spellen zijn hergebruikt in de mangareeks Angel Beats! The Last Operation.